# Codrington

Codrington é uma cidade de Antigua e Barbuda, situada na Ilha de Barbuda, às margens do Lago Codrington.